# Mocama
Els mocama eren una tribu d'amerindis de Florida que vivien a les àrees costaneres de l'actual nord de Florida i sud-est de Geòrgia. Eren un grup timucua i parlaven el dialecte conegut com a Mocama, el millor testimoniat de la llengua timucua.
El seu territori s'estenia aproximadament des del riu Altamaha a Geòrgia al sud de Saint Augustine, Florida, que cobreix les Sea Islands i les vies navegables interiors, incloent la boca del riu St Johns en l'actual Jacksonville i la Intracoastal. En el moment del contacte amb els europeus, hi havia dos grans cacicats entre els Mocama, Saturiwa i Tacatacuru, cadascun dels quals, evidentment, tenia autoritat sobre diversos llogarets.
Els espanyols va arribar a referir-se a la totalitat de la zona com a Província Mocama, i la va incorporar als seus sistema de missions. La Província Mocama va ser severament despoblada al segle xvii per les malalties infeccioses i guerres amb altres tribus indígenes i les colònies angleses al nord. Els refugiats supervivents Mocama foren traslladats a San Agustín. Juntament amb els supervivents guale, 89 "indis de les missions" foren evacuats pels espanyols a Cuba en 1763, després que va cedir el territori a la Gran Bretanya.

## Història
La investigació arqueològica data presència humana a la zona amb el temps conegut com la Província Mocama per a, almenys, 2500 aC. A la zona s'ha trobat alguna de la ceràmica més antiga coneguda del que avui és Estats Units, descoberta per la Universitat del Nord de Florida a l'illa Black Hammock dins la Reserva Històrica i Ecològica Timucua de Jacksonville, Florida. L'equip també va excavar artefactes contemporanis més recents amb els cacicats Mocama i alguns que indiquen una missió espanyola. Al voltant de l'any 1000 els pobles de la zona es dedicaven al comerç de llarga distància amb centres de la cultura del Mississipi, incloent Cahokia Mounds (a l'actual Illinois) i Macon (Geòrgia). Abans i durant el contacte amb els europeus, els pobles de la regió parlavrn el dialecte Mocama de la llengua timucua i van participar en cultures similars, per exemple en l'ús de ceràmica característica grog-temperat conegut com a ceràmica San Pedro.
El dialecte mocama és el dialecte millor documentat de la llengua timucua. Alguns erudits, incloent Jerald T. Milanich i Edgar H. Sturtevant, consideren el dialecte conegut com a Agua Salada, que es parla en un tram no especificat de la costa de Florida al sud de la Província Mocama, siguin idèntics. No obstant això, altres evidències suggereixen que l'Agua Salada era diferent, i més relacionat amb els dialectes occidentals com Potano que amb el Mocama. Aquests pobles estaven situats al voltant de la boca de la St Johns River i les vies navegables interiors properes. Altres grups de parla Mocama vivien a les zones costaneres del nord, a partir de Amelia Island a la Florida per St. Simons Island a Geòrgia. El cacicazgo Tacatacuru es va centrar en Cumberland Island i llogarets evidentment controlades a la costa.
Els exploradors hugonots francesos, que van arribar per primera vegada a la Florida en 1562, va registrar dos principals cacicats de la regió Mocama en aquest moment, Saturiwa i Tacatacuru. A Saturiwa la vila principal estava a l'illa Fort George, van fer amistat amb els francesos i els va ajudar en l'establiment de Fort Caroline al seu territori. El líder hugonot René Goulaine de Laudonnière registrà que el seu cap, que era conegut com a Saturiwa, tenia sobirania sobre més de trenta pobles i els seus caps, deu dels quals eren els seus "germans". Aquests pobles estaven situats al voltant de la boca del riu St Johns i les vies navegables interiors properes. Altres grups de parla mocama vivien a les zones costaneres del nord, a partir de l'illa Amelia en Florida a l'illa St. Simons a Geòrgia. El cacicat Tacatacuru es va centrar en l'illa Cumberland i llogarets controlats a la costa.
Quan els espanyols va destruir la fortalesa francesa de Fort Caroline, tant els Saturiwa com els Tacatacuru ajudaren als francesos i es van oposar als espanyols, però finalment van fer les paus. Com el Mocama es parlava a tota la zona, l'espanyol va arribar a referir-se a ella com la Província Mocama, i la va incorporar al seu sistema de missió. Va ser una de les quatre províncies que constituïen el gruix de l'esforç de la missió espanyola a la regió, sent els altres la Província Timucua (que abastava els grups timucua l'oest del riu St Johns), la província Guale i la província Apalachee. Els espanyols van fundar tres missions principals a la Província Mocama: San Juan del Puerto a Saturiwa en l'illa Fort George, San Pedro de Mocama a Tacatacuru a l'illa Cumberland, i Santa Maria de Sena entre ells a l'illa Amelia.
A causa de les pèrdues de població greus per les malalties infeccioses i les guerres amb les tribus del nord i els anglesos de Carolina del Sud, el sistema de govern Mocama es va desintegrar al segle xvii. Després d'això, els colons espanyols i posteriors utilitzen el terme "Mocama" per referir-se a la terra on hi havien estat els cacicats. Entre 1675 i 1680, la tribu Westo, recolzada per les colònies angleses de Carolina del Sud i Virginia, juntament amb els atacs dels pirates amb suport anglès, van destruir el sistema de missions espanyoles a Mocama.
Les poques "missions de refugiats" que quedaven van ser destruïdes per la invasió de la Florida espanyola en 1702 per Carolina del Sud durant la Guerra de la reina Anna. Pel 1733, els cacicats Mocama i Guale s'havien tornat massa despoblats i impotents per resistir la fundació de la colònia anglesa de Geòrgia per James Oglethorpe.
En el seu període colonial, els espanyols van establir una província missionera al cacicat Guale just al nord de Mocama, a la costa de Geòrgia, entre el riu Altamaha i el riu Savannah. La seva història va ser similar a la de Mocama, i el seu destí fou el mateix. Les restes dels dos cacicats es van retirar al sud de Saint Augustine. En 1763, els seus descendents es trobaven entre els 89 "indis de les missions" evacuats a Cuba amb els espanyols.